# Związek Pisarzy Polskich na Obczyźnie
Związek Pisarzy Polskich na Obczyźnie (ZPPnO) – organizacja zrzeszająca pisarzy polskich na uchodźstwie, założona w 1945 w Londynie.
- Prowadzi działalność kulturalną i wydawniczą (publikował m.in. opracowania Literatura polska na Obczyźnie pod red. Tymona Terleckiego)
- Organizuje pomoc materialną dla pisarzy
- Od 1976 wydaje czasopismo „Pamiętnik Literacki”, obecnie pod redakcją Reginy Wasiak-Taylor[1]

## Przewodniczący
Przewodniczącymi ZPPO byli:
- Stanisław Stroński
- Antoni Bogusławski
- Tymon Terlecki
- Wiesław Wohnout
- Zygmunt Bohusz-Szyszko (1965–1966)
- Teodozja Lisiewicz (1968–1974)
- Kazimierz Sowiński (1974–1975)
- Józef Garliński (1975–2005)
- Krystyna Bednarczyk (2005–2010)
- Andrzej Krzeczunowicz (2010–2020)

## Nagroda literacka
Nagroda literacka przyznawana jest od 1951 roku. Laureatami byli m.in.:
- Jan Lechoń
- Kazimierz Wierzyński
- Marian Hemar
- Gustaw Herling-Grudziński
- Stanisław Baliński
- Tymon Terlecki
- Zofia Romanowiczowa
- Czesław Miłosz
- Danuta Mostwin
- Józef Garliński
- Florian Śmieja
- Andrzej Pomian
- Sławomir Mrożek
- Bolesław Taborski
- Aleksandra Ziółkowska-Boehm
- Nina Karsov
- Jerzy Roman Krzyżanowski
- Janusz Artur Ihnatowicz
- Anna Cienciała
- Charles S. Kraszewski
- Maja Elżbieta Cybulska
- Irena Bączkowska[2].
- Ewa Thompson
- Ferdynand Goetel
- Karol Zbyszewski
- Koło Wychowanków Szkół Polskich Isfahan-Liban[3]
- Danuta Waszczuk-Kamieniecka[4][5]
- Katarzyna Zechenter[6]